# Museo Marítimo de Tasmania
El Museo 
Marítimo de Tasmania es un museo marítimo privado dedicadó a la historia de del mar, de los barcos, y la construcción naval de Tasmania, y está localizado en Carnegie House en Sullivans Cove, Hobart, Tasmania.

## Historia
La historia marítima de Tasmania data de antes del poblamiento y colonización británica de la isla. Los aborígenes de Tasmania eran conocidos por tener fuertes lazos con el mar, y las islas circundantes.
Desde la llegada por mar de los británicos en 1803, Tasmania ha una historia continua de navegación, comercio marítimo, pesca y otras actividades marítimas. Los conjuntos de museo documentan y exhiben objetos y artefactos relacionados con dicha historia.
Algunos entusiastas marítimos en los años 1930s argumentaron que el Museo y Galería de Arte de Tasmania tendía que incluir una sala dedicada a la historia marítima de Tasmania. Aun así, no fue hasta 1972 que seis voluntarios fundaron el Museo Marítimo de Tasmania. El museo originalmente estaba albergado en la iglesia St. George, Battery Point, y fue abierto en 1973, mientras que la inauguración oficial se realizó en 1974.

## Desarrollo
En 1983, el museo se trasladó a Secheron House (construido en 1831), un lugar mucho más amplio el cual permitió que el museo se expandiera. En 1999 el Gobierno de Tasmania decidió vender Secheron House , y el museo se trasladó y convirtió en una institución educativa y atracción pública importante. El museo se reubicó en sus instalaciones actuales, Carnegie House, colocado junto a los puertos de Sullivans Cove, muy cerca del Distrito Financiero y del Museo y Galería de Arte de Tasmania. El museo fue reinaugurado como el Museo Marítimo de Tasmania por la Reina Isabel II el 28 de marzo de 2000.